# Комсомольский (Рязанская область)
Комсомо́льский — посёлок в Рыбновском районе Рязанской области. Входит в состав Пионерского сельского поселения.

## История
В 1966 году указом Президиума Верховного Совета РСФСР посёлок центрального отделения совхоза «Комсомольский» переименован в Комсомольский. До 2014 года являлся административным центром упразднённого Комсомольского сельскго поселения.

## Население
| 2010 |
| ---- |
| 218  |